# Mutual Slump
"Mutual Slump" är en låt på skivan Endtroducing..... av artisten DJ Shadow, dennes debutalbum. Skivan utkom den 19 november 1996. Sången är uppbyggd av samplingar från Motherlodes låt "Soft Shell", Pugh Rogefeldts  "Love, Love, Love", Björks  "Possibly Maybe" samt "More Than Seven Dwarfs in Penis-Land" av Roger Waters & Ron Geesin.
"Mutual Slump" återfinns även på DJ Shadows livealbum Live! In Tune and On Time. Den versionen skiljer sig dock stort från originalversionen på Endtroducing......